# Boca Chica (Chiriquí)
Boca Chica es un corregimiento del distrito de San Lorenzo en la provincia de Chiriquí, República de Panamá. La localidad tiene 441 habitantes (2010).